# Lobor
Lobor je općina u sjeverozapadnoj Hrvatskoj, u Krapinsko-zagorskoj županiji.

## Zemljopis i gospodarstvo
Mjesto Lobor središte je općine Lobor koja je smještena podno gore Ivanščice (1061m), svega pedesetak kilometara 
od Zagreba i Varaždina, nalazi se u Hrvatskom zagorju. Službeno ime Lobor spominje se već od 1244. g.

## Općinska naselja
Općini pripadaju naselja:
Cebovec, Lobor, Markušbrijeg, Petrova Gora, Stari Golubovec, Šipki, Velika Petrovagorska, Vinipotok, Vojnovec Loborski i Završje Loborsko

## Stanovništvo
Broj stanovnika 2011. godine iznosio je 3188.
| broj stanovnika | 2759  | 3130  | 3603  | 3881  | 4772  | 5448  | 5282  | 5698  | 5907  | 5878  | 5312  | 4440  | 4289  | 4028  | 3669  | 3188  | 2703  |
|                 | 1857. | 1869. | 1880. | 1890. | 1900. | 1910. | 1921. | 1931. | 1948. | 1953. | 1961. | 1971. | 1981. | 1991. | 2001. | 2011. | 2021. |

| broj stanovnika | 209   | 228   | 242   | 363   | 344   | 385   | 367   | 358   | 316   | 477   | 475   | 266   | 267   | 585   | 546   | 521   | 477   |
|                 | 1857. | 1869. | 1880. | 1890. | 1900. | 1910. | 1921. | 1931. | 1948. | 1953. | 1961. | 1971. | 1981. | 1991. | 2001. | 2011. | 2021. |

## Povijest
Na lokalitetu oko crkve Majke Božje Gorske u Loboru je 1998. godine pronađeno groblje Hrvata iz 11. stoljeća.
Lobor se spominje već davne 1257. godine kao Castrum Lobor. Ime mu vjerojatno potječe od latinske riječi Labor (laboratorium), a pretpostavlja se da su na tom prostoru Rimljani imali svoje radionice i kamenolome. Kao trag svog boravka ostavili su nadgrobne spomenike od kojih se jedan (cecellija superiana), iskopan 1857. godine.
Crkva Majke Božje Gorske smještena je povrh hridi sjeveroistočno od naselja Lobora. Sagrađena je na obroncima Ivanščice, na brežuljku nazvanom Gora. Plato na vrhu brijega kroz arheološke nalaze svjedoči o gotovo četiri tisuće godina intenzivnog života.

### Prapovijesno doba
Prve tragove života možemo pratiti od srednjeg brončanog doba (17. – 14. st. pr. Kr.) koji se prepoznaju po nalazima licenske keramike, a zatim po nalazima koji pripadaju široko rasprostranjenoj kulturi grobnih humaka. Nije isključeno da je već u ovo doba izgrađen bedem oko platoa.
U kasnom brončanom dobu (14. – 8. st. pr. Kr.) ovo je područje dio kulture polja sa žarama. Ovoj kulturi pripadaju stambeni objekti pronađeni na sjevernom dijelu platoa.
Ostatci keramike svjedoče o nastavku života i kroz starije željezno doba (8. – 4. st. pr. Kr.), dok iz mlađeg željeznog doba (4. st. pr. Kr. - 1. st. po. Kr.) potječe i veći stambeni ili kultni objekt smješten ispred današnjeg glavnog ulaza u crkvu. Iz ovog razdoblja je i veliki zemljani bedem koji je opasivao cijeli plato, s glavnim ulazom smještenim na istom položaju na kojem je kasnije bio završetak starog hodočasničkog puta, kojim se na plato dolazilo sa zapadne strane.

### Stari vijek
U rimsko doba na Gori je bila važna geostrateška točka iz koje se moglo kontrolirati gotovo čitavo Zagorje, a samim tim i južni prilaz prema rijeci Dravi i velikom antičkom centru Poetoviu, današnjem Ptuju. Koristeći se prednostima položaja stanovništvo je ovdje izgradilo nekoliko građevina. Svakako najvažniji bio je bio veliki i funkcionalni bedem koji je u nemirnim vremenima pružao sigurno utočište. Ne manje bitan bio je i veliki objekt koji se nalazi ispod današnje crkve. Vjerojatno se radi o hramu neke rimske božice. Pronađena mramorna glava i postolje kipa sugeriraju da se radi o poganskom hramu rimske božice Magnae Mater, ali samo daljnja arheološka istraživanja mogu ovo sa sigurnošću potvrditi. Iz ovog doba potječu i tri velika kamena bloka koja su bila dio velikog antičkog nadgrobnog spomenika. Na njima su u dubokom reljefu prikazana rimska božanstva i pastoralne scene.
Kršćanstvo u Panoniju dolazi u 2. stoljeću i prelazi kroz svoj mukotrpni put sve do priznanja Milanskim proglasom 313. godine. Možda je već tada poganski hram preuređen i pretvoren u ranokršćansku crkvu. Ovim preuređenjem počinje slavno doba kršćanstva na Gori.

### Srednji vijek
Negdje u 5. stoljeću gradi se oktogonalna zgrada krstionice koja je hodnikom spojena s ranokršćanskom bazilikom, a sačuvan je i prag na kome se još i danas vide tragovi koje su ostavila vrata. Unutar zgrade krstionice nalazi se heksagonalna piscina ili jednostavnije rečeno šesterostrani krsni zdenac. Kao što je poznato prvi kršćani su se krstili tek kao odrasli ljudi, uranjajući u svetu vodu, onako kako je Ivan Krstitelj krstio Isusa.
Od 5. stoljeća počinje Velika seoba naroda kada s istoka prodiru novi barbarski narodi, o čemu na ovom položaju također imamo arheološke potvrde. Početkom 7. stoljeća u vihoru seobe srušena je i ranokršćanska crkva na Gori. U tim rušilačkim aktivnostima sudjeluju Slaveni i Hrvati. Oni protjeruju staro rimsko stanovništvo, otimaju im zemlju i nastanjuju kraj. Njihovo pokrštavanje zbilo se tijekom 9. stoljeća.
Prva hrvatska kršćanska crkva sagrađena je oko 800. godine. Bila je jednobrodna, duga oko 12, a široka oko 6 metara i građena od drveta. U njenoj apsidi pronađen je grob mlade djevojke koja je morala biti kćer nekog velikodostojanstvenika ili možda nekog kneza. Ispred crkve istražen je niz grobova koji vjerojatno pripadaju prvim pokrštenim Hrvatima. Ostaci ove drvene crkve pronađeni su južno od zvonika današnje crkve.
Političke prilike konsolidiraju se tijekom 9. stoljeća. Mnogi narodi osnivaju svoje države, a kršćanstvo je već duboko ukorijenjeno. Na Gori se gradi velika trobrodna predromanička bazilika. Bila je duga oko 24, a široka oko 12 metara. Ostatci starokršćanske bazilike točno su ispod današnje crkve, odnosno iznad ranokršćanske. Na kraju svakog broda bazilike bile su apside: velika u sredini, a pored nje sa svake strane po jedna manja. Predvorje bazilike bilo je odvojeno zidom, a svetište trijumfalnim lukom. Iznutra je imala pilastre, a izvana lezene. S južne strane napravljen je jedan manji ulaz do kojeg je vodilo pet stepenica. Svod bazilike bio je napravljen od sedrenih blokova. Unutrašnjost je bila ukrašena mnogobrojnom kamenom plastikom, o čemu nam svjedoče brojni sačuvani ostatci: nad menzom je bio ciborij na čijem luku je stajao natpis, a oko svetišta kamena oltarna pregrada sve ukrašeno hrvatskim pleterom. Brodovi bazilike bili su odvojeni s dva reda stupova koji su imali ukrašene kamene kapitele. Sva kamena plastika izvedena je minuciozno i zadivljuje svojom ljepotom i raznovrsnošću. Ne pripada sva istom vremenu nego je nastala kroz nekoliko stoljeća. Tijekom 11. stoljeća ili nešto kasnije s prednje strane prigrađen je zvonik, čiji su temelji također pronađeni tijekom arheoloških istraživanja. Oko crkve je bilo i groblje koje se pružalo po čitavom platou. Nekoliko vrlo bogatih grobova govori nam o postojećem aristokratskom sloju koji je ovdje živio. Cijeli prostor platoa bio je tijekom ovog razdoblja utvrđen još jednim bedemom.
U 12. ili 13. stoljeću crkva je izgorjela. Nedugo nakon toga gradi se nešto manja kasnoromanička - rano gotička crkva za koju nije sigurno je li ikada bila završena. Njeni su temelji u 14. stoljeću korišteni za izgradnju velike jednobrodne gotičke crkve čija je unutrašnjost oslikana freskama koje su sačuvane do danas. Crkva je bila oslikana i izvana, ali sada je vidljiv samo jedan lik sv. Kristofora koji se sačuvao na južnoj strani crkve.
Za vrijeme velikih provala Turaka, sva plemstva na ovim područjima, u strahu od Osmanlija, sele u brda gdje grade svoje zamkove i na taj način se zaštićuju od osvajača. Tako je, na padinama gore Ivanščice, u 14. stoljeću sagrađen i Oštrc-grad, danas razvalina.

### Novi vijek
U 18. stoljeću gotička crkva je barokizirana, tijekom čega su napravljene neke preinake unutrašnjosti i pročelja crkve. Postavljen je i novi oltar, ali je ostao sačuvan gotički kip Bogorodice s djetetom. Početkom 18. stoljeća s južne strane prigrađen je zvonik, a nešto kasnije crkva dobiva i cinkturu.
Ukopi pokojnika oko crkve trajali su sve do druge polovice 19. stoljeća, a ispod cinkture sagrađena je i velika grobnica u koju se pokapalo više od stotinu godina. Grobnica za prostire na 100 m2 i danas je prepuna smeća i šute te prepuštena propadanju. U planu je sanacija tog prostora, pažljivo premještanje ostataka pokojnika na primjerenije mjesto sadašnjeg groblja te vjerojatno prenamjena prostora u izložbeni na način da u njemu bude prezentirana bogata baština ovog lokaliteta. 
Po završetku drugog svjetskog rata zbog svoje izuzetno hrvatske opredjeljenosti Lobor bilježi konstantnu stagnaciju i raseljavanje, pa danas izuzetno velika populacija živi u Njemačkoj. Osim u Njemačku, stanovnici zapadnog i sjevernog dijela općine sele se u Varaždin,  a ostali u Zagreb. Velika kolonija je i u Slavoniji ( Ćelije, Jarmina, Bjeljevina kraj Našica.)
Od 1990-te nastavlja se izuzetno visoki mortalitet i propast preostalih gospodarskih subjekata, kao i starenje stanovništva što uzrokuje daljnje raseljavanje i smanjenje ukupnog broja stanovnika.
Irski reli vozač Craig Breen poginuo je na treningu Reli Hrvatska u Loboru 13. travnja 2023. godine.

## Spomenici i znamenitosti
U 17. stoljeću obitelj Keglević počinje gradnju Loborgrada, jednog od najvrjednijih zagorskih dvoraca, nakon što su napustili Pusti Lobor. To je ranobarokna građevina, na čijem desnom krilu se nalazi kapelica s drvenim zvonikom, dok su u središnjoj dvorani postavljene zidne slike "Feba s muzama". Po završetku gradnje, dvorac Loborgrad postaje glavno središte hrvatske loze Keglevića. Oko 1910. godine biva prodan, a novi vlasnik ga prepušta zubu vremena.
Za vrijeme 2. svjetskog rata od rujna 1941. do listopada 1942. u Loborgradu se nalazio koncentracijski logor za židovske i srpske žene i djecu.
Nakon 2. svjetskog rata nacionaliziran je i pretvoren u starački dom.
Današnji dvorac, premda je najveći u ovome kraju, tek je sjena svog prijašnjeg sjaja. Teško je dočarati njegov prijašnji izgled, ne toliko zbog same zgrade koja se održava već zbog svega onoga što čini okvir dvorca i što za njega isto toliko važno koliko i krov, zidovi, gospodarski objekti. Najviše treba požaliti što je isječen i preoran prekrasan i golem perivoj koji je sa svih strana okruživao dvorac.
U podnožju Gore u crnogoričnoj šumi, u prekrasnom parku Zazidja, stoji zavjetna kapelica Sv. Antuna i njegov kip koje su sagradili Keglevići 1703. godine.
U samom centru Lobora, na istoimenom trgu, nalazi se župna crkva Sv. Ane. To je kasnobarokna građevina sagrađena koncem 18. stoljeća s vrijednim zlatarskim predmetima.
Nedaleko Loboru, u Petrovoj Gori nalazi se još jedna kapelica, kapelica Sv. Petra iz 13. stoljeća.
Uz svaku su crkvu vezana u toku godine proštenja, a posebno je pet puta u godini ugođaj na uzvisini kod Majke Božje Gorske.
Okolica Lobora je brdovita s mnogim bistrim izvorima i sjenovitim stazama. Ta igra skrivenih, pitomih brežuljaka privukla je pozornost pa su mnoga srca zastala i uzela motiva za svoja umjetnička stvaralaštva. 

## Poznate osobe podrijetlom iz Lobora
- Franjo Gregurić - političar
- Franjo Horvat Kiš - književnik
- Mladen Bodalec - pjevač Prljavog kazališta

## Obrazovanje
- Osnovna škola Lobor

## Kultura
Kod Lobora je nedavno otkriven arheološki lokalitet Lobor - Majka Božja Gorska koji po važnosti spada među najvažnije starohrvatske lokalitete, jednak onima u Ninu, Kninu ili Solinu. Uz starohrvatski pleter, nedavno je otkriven i kontinuitet gradnje šest crkava, od antičkog poganskog hrama (3. st.), starokršćanske bazilike s krstionicom (5. st.), starohrvatske drvene crkve (8. – 9. st.), predromaničke (s kraja 9. st.), kasnoromaničke (13. st.), na čijim je temeljima sagrađena i današnja gotička crkva (14. st.), barokizirana u 17. stoljeću. Sve se to nalazi na jednome mjestu, na omanjoj zaravni na vrhu brijega/gradini nazvanom Gora.
KUD Lobor osnovan je 1973. godine na inicijativu Stjepana i Alojza Martinuša, te dugogodišnjeg tajnika društva gosp. Ivana Jurekovića. Podno loborskog Zazidja KUD početkom ljeta održava Dječne dane folklora „Ivanjski krijesi”.
Dani Franje Horvata Kiša je manifestacija na kojoj se dodjeljuju nagrade za najbolji književni putopis u Hrvatskoj.
Udruga Loborfest od 2009. organizira najposjećeniji glazbeni festival u Zagorju koji je brojem sastava i kvalitetom skladbi postao svojevrsno okupljalište najeminetnijih predstavnika oberkrajner glazbene scene u Hrvatskoj i zemalja u okruženju kojima je svojstvena takva vrsta glazbe.

## Šport
- Sportsko društvo Lobor

Unutar SD Lobor djeluju NK "Lobor", MNK "Rajec"
Sportsko društvo Lobor trenutno broji 198 članova, od toga aktivno nogometom se bavi 22 seniora, 12 juniora i 22 pionira, dok su ostali članovi uglavnom veterani i podupirajući članovi.
- Sportsko ribolovno društvo "Pastrva" Lobor.

Sportsko ribolovno društvo "Pastrva" Lobor je od strane nekolicine entuzijasta osnovano 2002. god.
- Planinarsko društvo "Pusti Lobor"

## Vanjske poveznice
- Službena stranica općine
- Kulturno umjetničko društvo Lobor